# Scsucsja
A Scsucsja (oroszul: Щучья) folyó Oroszország ázsiai részén, Jamali Nyenyecföldön; az Ob bal oldali mellékfolyója.

## Földrajz
Hossza: 565 km, vízgyűjtő területe: 12 300 km², évi közepes vízhozama (141 km-re a torkolattól): 109 m³/sec.
A Sarki-Urál északi részén, a Nagy-Scsucsje-tóból ered, felső folyásán neve Nagy-Scsucsja (Большая Щучья). A Jamal-félsziget déli részén, tundrán és erdős tundrán folyik előbb kelet felé, majd az alsó szakaszán dél felé. Felső szakaszán vízesésekkel és zúgókkal tarkított tipikus hegyi folyó. Laborovaja falu után síkságra ér, folyása lelassul és széles, mocsaras völgyben kanyarog tovább. A folyó medre itt 100–150 m, néhol 300 m széles és átlag 2–2,5 m mély. Sok kis ágra bomolva, deltatorkolattal ömlik a Kis-Ob torkolatvidékén annak egyik ágába. 
Vízgyűjtő területén közel 5550 apró tó található (a terület 7%-a). Nagyobb részben hóolvadék táplálja; a talajvíz aránya itt az állandóan fagyott talaj miatt elhanyagolható.
A síksági szakaszon a folyó szeptember végén, október közepén befagy és (Scsucsja falunál) átlag 230 napon át jég alatt van; februártól április végéig többnyire fenékig befagy. Árvize az alsó szakaszon május közepén – a hegyekben jóval később – kezdődik, csúcspontját június második felében éri el és augusztus elejéig–közepéig, átlag 80 napig tart. Ekkor folyik le az éves vízmennyiség mintegy 70%-a. 
Értékes halfajok ívóhelye.